# 萬王之王3
萬王之王3是雷爵公司所發行萬王之王系列的線上遊戲的第三代。目前1代與2代的伺服器皆已永久停機。玩者登入遊戲的方式為一律免費；但是在遊戲內的商城則可在遊戲中取得軍票後，購買商城的物品；或是購買實體的點數卡，在遊戲中兌換水晶幣後，購買商城的物品。

## 事件时间表
1. 萬王之王3
2. 萬王之王3 - 龍神界域[1]
3. 萬王之王3 - 月神之心[2]
4. 萬王之王3 - 國家盛典[3]
5. 萬王之王3 - 國運昌隆
6. 萬王之王3 - 神化轉生

## 游戏背景

### 職業
- 3種基本職業

戰　士

牧　師

法　師

- 9種1轉職業

戰　士　→　狂戰士、遊　俠、騎　士

牧　師　→　神　官、賢　者、祭　司

法　師　→　魔劍師、咒術師、巫術師

- 27種2轉職業

狂戰士　→　鬥　狂、狂　魔、戰　將

遊　俠　→　聖鬥士、詩　人、殺　手

騎　士　→　聖騎士、暗騎士、龍騎士

神　官　→　主　教、長　老、妖　神

賢　者　→　聖　者、智　者、邪　魔

祭　司　→　法　王、大祭司、妖祭司

魔劍師　→　劍　聖、劍　魔、大劍師

咒術士　→　靈能者、操魔者、妖術師

巫術師　→　戰　巫、大法師、巫　妖

- 總數擁有39種職業

## 游戏系统

### 画面
- 全3D的遊戲畫面，有3種視角設定可自由選擇（3D自由視角、背追視角、俯瞰視角）。
- 仿《魔獸世界》、《征途Online》的操作介面。

### 音效
- 施法過程有語音等音效，然而因為此音效是完全移植至，與《萬王之王3》玩法幾乎是完全不同的《萬王之王》一·代，因此聽起來與遊戲內容非常的不搭調。

## 獎項
獲得2008年度「數位內容產品獎Game Star遊戲之星」的以下獎項：國內自製最佳線上遊戲銀獎（Game Star玩家票選）、最佳年度大賞獎、最佳線上遊戲、最佳遊戲製作人、最佳美術設計、*佳程式設計。

## 代言
中國萬王之王3尋找龍珠獲得范冰冰獨家代言

## 外部連結
- 萬王之王3臺灣官方網站
- 萬王之王3香港官方網站